# Pierre Carniti

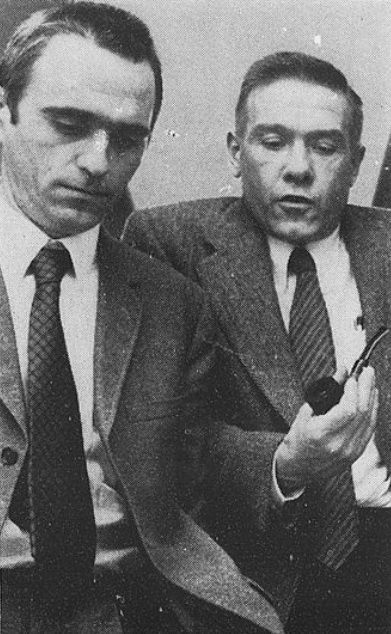
Pierre Carniti (links) en Luciano Trentin

Pierre Carniti (Castelleone, 25 september 1936 – Rome, 5 juni 2018) was een Italiaans politicus en vakbondsman.

## Biografie
Van 1979 tot 1985 was Pierre Carniti secretaris-generaal van de CISL, een grote Italiaanse vakbond. In 1989 werd hij voor de Socialistische Partij van Italië in het Europees Parlement gekozen en in 1994 voor de Partito Democratico della Sinistra/Cristiano Sociali. Van 1994 tot 1997 was hij voorzitter van de Parlementaire Commissie over Armoede. In 1999 werd hij niet herkozen.
In 1993 was hij samen met onder andere Ermanno Gorrieri medeoprichter van de Cristiano Sociali (Sociale Christenen). In 1998 droeg Carniti bij aan de oprichting van Democratici di Sinistra (Linkse Democraten) waarvan Cristiano Sociali deel van uitmaakt.
Pierre Carniti overleed in 2018 op 81-jarige leeftijd.
- Bibliothèque nationale de France: cb122591488 (data)
- Gemeinsame Normdatei: 1139396919
- International Standard Name Identifier: 0000 0003 8584 0385
- Library of Congress Control Number: n82161381
- Istituto Centrale per il Catalogo Unico: CFIV028020
- Système universitaire de documentation: 03136151X
- Virtual International Authority File: 243346941
- WorldCat: E39PBJgxpMF486HqtF3CDgkVYP